# Jeremy
Jeremy är en engelsk form av det bibliska namnet Jeremia, som betyder 'utnämnd av Gud'.

## Personer med namnet Jeremy
- Jeremy Bamber, engelsk massmördare
- Jeremy Bentham, engelsk filosof och jurist
- Jeremy Brett, brittisk skådespelare
- Jeremy Bulloch, brittisk skådespelare
- Jeremy Clarkson, brittisk programledare för Top Gear
- Jeremy Corbyn, brittisk politiker (Labour), partiledare
- Jeremy Irons, brittisk skådespelare
- Jeremy Northam, brittisk skådespelare
- Jeremy Piven, amerikansk skådespelare och komiker
- Jeremy Ratchford, kanadensisk skådespelare
- Ron Jeremy, amerikansk porrskådespelare
- Jeremy Sumpter, amerikansk skådespelare

## Övrigt
- Grungebandet Pearl Jams låt Jeremy, som finns med på albumet Ten